# Ciclismo ai Giochi della XI Olimpiade - Corsa in linea
La corsa in linea maschile di ciclismo su strada dei Giochi della XI Olimpiade si svolse il 10 agosto 1936 a Berlino, in Germania.
La gara era una prova in linea su un circuito di 100 km con partenza e arrivo allo Automobil-Verkehrs- und Übungsstraße.

## Ordine d'arrivo
Nota: R ritirato, ND non disponibile
| Pos. | Corridore                   | Squadra        | Tempo     |
| ---- | --------------------------- | -------------- | --------- |
| 1    | Robert Charpentier          | Francia        | 2h33'05"0 |
| 2    | Guy Lapébie                 | Francia        | a 0"2     |
| 3    | Ernst Nievergelt            | Svizzera       | a 0"8     |
| 4    | Fritz Scheller              | Germania       | a 1"      |
| 4    | Charles Holland             | Gran Bretagna  | s.t.      |
| 4    | Robert Dorgebray            | Francia        | s.t.      |
| 7    | Pierino Favalli             | Italia         | a 1"2     |
| 8    | Auguste Garrebeek           | Belgio         | a 1"6     |
| 8    | Armand Putzeyse             | Belgio         | s.t.      |
| 8    | Talat Tunçalp               | Turchia        | s.t.      |
| 11   | Edgar Buchwalder            | Svizzera       | a 2"      |
| 12   | Frode Sørensen              | Danimarca      | a 2"2     |
| 12   | August Prosenik             | Jugoslavia     | s.t.      |
| 14   | Kurt Ott                    | Svizzera       | a 2"6     |
| 15   | Glauco Servadei             | Italia         | a 2"8     |
| 16   | Tasman Johnson              | Australia      | a 3"      |
| 16   | Virgilius Altmann           | Austria        | s.t.      |
| 16   | Hans Höfner                 | Austria        | s.t.      |
| 16   | Eugen Schnalek              | Austria        | s.t.      |
| 16   | Jean-François Van Der Motte | Belgio         | s.t.      |
| 16   | Kanyo Dzhambazov            | Bulgaria       | s.t.      |
| 16   | Arne Petersen               | Danimarca      | s.t.      |
| 16   | Thor Porko                  | Finlandia      | s.t.      |
| 16   | Jean Goujon                 | Francia        | s.t.      |
| 16   | János Bognár                | Ungheria       | s.t.      |
| 16   | István Liszkay              | Ungheria       | s.t.      |
| 16   | Corrado Ardizzoni           | Italia         | s.t.      |
| 16   | Jacques Majerus             | Lussemburgo    | s.t.      |
| 16   | Franz Neuens                | Lussemburgo    | s.t.      |
| 16   | Nico van Gageldonk          | Paesi Bassi    | s.t.      |
| 16   | Wacław Starzyński           | Polonia        | s.t.      |
| 16   | Stanisław Zieliński         | Polonia        | s.t.      |
| 16   | Hennie Binneman             | Sudafrica      | s.t.      |
| 16   | Gottlieb Weber              | Svizzera       | s.t.      |
| 16   | Arne Berg                   | Svezia         | s.t.      |
| 16   | Josef Lošek                 | Cecoslovacchia | s.t.      |
| 16   | Franjo Gartner              | Jugoslavia     | s.t.      |
| 28   | Mārtiņš Mazūrs              | Lettonia       | ND        |
| 28   | Arvīds Immermanis           | Lettonia       | ND        |
| 28   | Aleksejs Jurjevs            | Lettonia       | ND        |
| 28   | Jānis Vītols                | Lettonia       | ND        |
| 28   | Chris Wheeler               | Australia      | ND        |
| 28   | Karl Kühn                   | Austria        | ND        |
| 28   | Jef Lowagie                 | Belgio         | ND        |
| 28   | Dertônio Ferrer             | Brasile        | ND        |
| 28   | José Magnani                | Brasile        | ND        |
| 28   | Hermógenes Netto            | Brasile        | ND        |
| 28   | Nikola Nenov                | Bulgaria       | ND        |
| 28   | Aleksandăr Nikolov          | Bulgaria       | ND        |
| 28   | Gennadi Simov               | Bulgaria       | ND        |
| 28   | Lionel Coleman              | Canada         | ND        |
| 28   | George Crompton             | Canada         | ND        |
| 28   | Rusty Peden                 | Canada         | ND        |
| 28   | George Turner               | Canada         | ND        |
| 28   | Jesús Chousal               | Cile           | ND        |
| 28   | Jorge Guerra                | Cile           | ND        |
| 28   | Rafael Montero              | Cile           | ND        |
| 28   | Manuel Riquelme             | Cile           | ND        |
| 28   | Knud Jacobsen               | Danimarca      | ND        |
| 28   | Tage Møller                 | Danimarca      | ND        |
| 28   | Tauno Lindgren              | Finlandia      | ND        |
| 28   | Jackie Bone                 | Gran Bretagna  | ND        |
| 28   | Willi Meurer                | Germania       | ND        |
| 28   | Fritz Ruland                | Germania       | ND        |
| 28   | Emil Schöpflin              | Germania       | ND        |
| 28   | István Adorján              | Ungheria       | ND        |
| 28   | Károly Nemes-Nótás          | Ungheria       | ND        |
| 28   | Elio Bavutti                | Italia         | ND        |
| 28   | Adolf Schreiber             | Liechtenstein  | ND        |
| 28   | Paul Frantz                 | Lussemburgo    | ND        |
| 28   | Rudy Houtsch                | Lussemburgo    | ND        |
| 28   | René van Hove               | Paesi Bassi    | ND        |
| 28   | George Giles                | Nuova Zelanda  | ND        |
| 28   | Manuel Bacigalupo           | Perù           | ND        |
| 28   | Gregorio Caloggero          | Perù           | ND        |
| 28   | José Mazzini                | Perù           | ND        |
| 28   | César Peñaranda             | Perù           | ND        |
| 28   | Mieczysław Kapiak           | Polonia        | ND        |
| 28   | Wiktor Olecki               | Polonia        | ND        |
| 28   | Ted Clayton                 | Sudafrica      | ND        |
| 28   | Berndt Carlsson             | Svezia         | ND        |
| 28   | Ingvar Ericsson             | Svezia         | ND        |
| 28   | Vilém Jakl                  | Cecoslovacchia | ND        |
| 28   | Hans Leutelt                | Cecoslovacchia | ND        |
| 28   | Miloslav Loos               | Cecoslovacchia | ND        |
| 28   | Kirkor Canbazyan            | Turchia        | ND        |
| 28   | Kazım Bingen                | Turchia        | ND        |
| 28   | Orhan Suda                  | Turchia        | ND        |
| 28   | Albert Byrd                 | Stati Uniti    | ND        |
| 28   | Charles Morton              | Stati Uniti    | ND        |
| 28   | Paul Nixon                  | Stati Uniti    | ND        |
| 28   | John Sinibaldi              | Stati Uniti    | ND        |
| 28   | Josip Pokupec               | Jugoslavia     | ND        |
| 28   | Ivan Valant                 | Jugoslavia     | ND        |
| -    | Bill Messer                 | Gran Bretagna  | R         |
| -    | Alick Bevan                 | Gran Bretagna  | R         |
| -    | Gerrit Schulte              | Paesi Bassi    | R         |
| -    | Philippus Vethaak           | Paesi Bassi    | R         |
| -    | Sven Johansson              | Svezia         | R         |